# 120368 Phillipcoulter
120368 Phillipcoulter este o planetă minoră (asteroid) din centura de asteroizi. A fost descoperită pe 3 iulie 2005 la Catalina Station⁠(d) de Catalina Sky Survey. 
Obiectul prezintă o orbită caracterizată de o semiaxă mare de 2,6850561288275 UAi, o excentricitate de 0,28, o înclinație de 12,6 ° în raport cu ecliptica.